# Gustaw Samuel Wittelsbach (Pfalz-Zweibrücken)
Gustaw Samuel Leopold Wittelsbach (ur. 12 kwietnia 1670 w Söderköping, zm. 17 września 1731 w Zweibrücken) – książę Palatynatu-Zweibrücken-Kleeberg.

## Życiorys
Syn księcia Adolfa Jana Wittelsbacha księcia Palatynatu-Zweibrücken-Kleeberg i Elsy Elżbiety Brahe. Po śmierci swojego starszego i bezdzietnego brata, Adolfa Jana II w roku 1701 został księciem Kleeburg. Natomiast w roku 1718 po śmierci swego kuzyna, króla Szwecji Karola XII odziedziczył księstwo Palatynatu-Zweibrücken, gdzie ze względu na prawo primogenitury nie mogła dziedziczyć siostra zmarłego króla, nowa królowa Szwecji, Ulryka Eleonora.
10 lipca 1707 roku poślubił Dorotę Wittelsbach (1658-1723), córkę Leopolda Ludwika Wittelsbacha księcia Palatynatu-Veldenz. Para nie miała dzieci. Rozwiódł się z żoną kilka miesięcy przed jej śmiercią w 1723 roku. 13 maja 1723 roku ożenił się z hrabiną Luizą Dorotą Hoffman (1700-1745). To małżeństwo również pozostało bezdzietne. Ze względu na brak jakiegokolwiek potomka po jego śmierci obydwa tytuły książęce przeszły na jego odległego kuzyna z domu Wittelsbachów – Christiana III Pfalz-Zweibrücken